# Высоцкий, Николай Фёдорович (1858)
Николай Фёдорович Высоцкий (20 мая 1858 — 5 января 1939) — генерал-майор Российской императорской армии, участник русско-турецкой, русско-японской и Первой мировой войн. Кавалер Георгиевского оружия (1916).

## Биография
Николай Высоцкий родился 20 мая 1858 года. По вероисповеданию был православным. Окончил 2-ю Московскую военную гимназию.
1 сентября 1875 года вступил на службу в Российскую императорскую армию. Принимал участие в русско-турецкой войне 1877—1878 годов. Затем окончил 2-е военное Константиновское училище, откуда был выпущен 51-й пехотный Литовский полк со старшинством с 21 февраля 1882 года в чине подпоручика. Затем перевёлся в 34-ю артиллерийскую бригаду. 21 февраля 1886 года получил старшинство в чине поручика,15 июля 1893 года получил старшинство в чине штабс-капитана, 13 июля 1897 года получил старшинство в чине капитана. Принимал участие в русско-японской войне. Окончил Офицерскую артиллерийскую школу с оценкой «успешно». 17 августа 1904 года получил старшинство в чине подполковника. 14 ноября 1906 года был назначен командиром 2-й батареи в 31-й артиллерийской бригаде. По состоянию на 1 мая 1911 года служил в том же чине и должности. В 1912 году «за отличие» был произведён в полковники, со старшинством с 31 октября 1912 года. С 31 октября 1912 года по 26 сентября 1916 года был командиром 1-го дивизиона в 7-й артиллерийской бригаде.
Принимал участие в Первой мировой войне. По состоянию на август 1916 года служил в  том же чине и должности. С 26 сентября по 10 октября 1916 года был командиром 2-го отдельного тяжёлого артиллерийского дивизиона батарей «Е». С 10 октября 1916 года был командующим 100-й артиллерийской бригадой. 30 октября 1916 года «за отличие в делах» был произведён в генерал-майоры, со старшинством с 7 июля 1916 года и был утверждён в должности командира 100-й артиллерийской бригады. Затем был инспектором артиллерии в 32-м армейском корпусе. Эмигрировал в Югославию, где был членом Общества офицеров-артиллеристов. Скончался 5 января 1939 года в Нови-Бечей.

## Награды
Николай Фёдорович Высоцкий был удостоен следующих наград:
- Георгиевское оружие (28 августа 1916);
- Орден Святого Владимира 3-й степени с мечами (9 декабря 1914);
- Орден Святого Владимира 4-й степени с мечами и бантом (1904);
- Орден Святой Анны 3-й степени (1903);
- Орден Святого Станислава 2-й степени (1889); мечи к ордену (1905);
- Высочайшее благоволение (27 февраля 1916) — «за отличия в делах»;
- Высочайшее благоволение (13 июля 1916) — «за отличия в делах».